# Avner Schatz
Avner Schatz (hebräisch אבנר ש"ץ, auch Avner Shats; * 1959 in Kiryat Yam, Israel) ist ein israelischer Schriftsteller, wohnhaft in Haifa. Er wurde zuerst 1989 bekannt, als er mit seiner Geschichte „Feigen“ den Kurzgeschichtenwettbewerb der israelischen Zeitung Haaretz gewann. Diese Geschichte war aus dem Blickpunkt eines fiktiven palästinensischen Mädchens geschrieben. Im Jahr 1994 veröffentlichte er die Kurzgeschichtensammlung Ma'agalim Mudpasim (Gedruckte Schaltkreise). 1997 erhielt sein Erstlingsroman Lashut el Ha-Shkiʹah (Segeln in den Sonnenuntergang) den Schweipert-Preis der Hebräischen Universität Jerusalem. Im Jahr 2000 war er Fellow des Oxford Center for Hebrew and Jewish Studies, wo er mit dem noch unveröffentlichten Roman 42 anfing. Sein gereimtes Kinderbuch Hila ve Dag-Ha-Gerev (Hila und der Sockenfisch) erschien im Jahr 2005.
Schatz gilt als Israels Vorzeige-Postmodernist. Er gewann z. B. die Gratis-Teilnahme an der prominenten Lyrik-Werkstatt von Mishkenot Sha’ananim mit Gedichten aus der Feder seines Romanprotagonisten Elad Manor. Seine Werke sind zurzeit noch nicht auf Deutsch, jedoch teilweise auf Russisch, Chinesisch und Englisch erhältlich.
| Personendaten    | Personendaten               |
| ---------------- | --------------------------- |
| NAME             | Schatz, Avner               |
| ALTERNATIVNAMEN  | Shats, Avner                |
| KURZBESCHREIBUNG | israelischer Schriftsteller |
| GEBURTSDATUM     | 1959                        |
| GEBURTSORT       | Kiryat Yam, Israel          |